# Red Rose Speedway
Red Rose Speedway er det andet album fra Paul McCartneys gruppe Wings. Etter at debutalbummet Wild Life solgte dårligt, blev bandnavnet ændret til Paul McCartney & Wings for at få yderligere opmærksomhed om bandet.

## Baggrund
Tidligt i 1972 besluttede Paul McCartney sig for at udvide bandet til fem medlemmer ved at tage guitaristen Henry McCullough med i Wings. Bandet udgav ikke noget nyt album i 1972, men udgav til gengæld tre singler: "Give Ireland Back to the Irish" som var McCartneys kommentar til Bloody Sunday og blev boykottet af BBC for sangens politiske indhold. Den næste single, rockeren "Hi Hi Hi" blev ligeledes nægtet spilletid på BBC på grund af sangens hævdede referencer til til narko og sex. Efter boykotten af "Hi Hi Hi" udgav bandet børnesangen "Mary Had a Little Lamb" som single. Udover de tre singler havde Wings været på turne i Europa i sommeren 1972, hvor de bl.a. spillede i K.B.-Hallen den 1. august 1972.

## Indspilning
Red Rose Speedway blev indspillet i perioden marts-oktober 1972, men blev ikke udgivet før i maj 1973. Albummet var oprindeligt tænkt som et dobbeltalbum, og McCartney havde planlagt at medtage nogle sange, der ikke var kommet med på albummet Ram, herunder "Get on the Right Thing" og "Little Lamb Dragonfly", der begge endte med at komme med på Red Rose Speedway. Det blev dog senere besluttet at lade albummet blive et enkeltalbum med blot en vinylplade.
Under optagelserne i 1972 indspillede Wings også nummeret "Live and Let Die", der dog ikke kom med på albummet, men derimod blev udsendt på soundtracket til Live and Let Die.

## Udgivelse
Forinden udgivelsen af Red Rose Speedway udsendte bandet i marts 1973 singlen "My Love", som McCartney betegnede som den nye "Yesterday". "My Love" er en kærlighedssang til Paul McCartneys hustru Linda McCartney, og singlen blev en stor kommerciel succes og blev McCartneys og Wings' første nr. 1 hit i USA, hvor singlen lå på Billboard Hot 100's førsteplads i fire uger. Successen med "My Love" førte til stor interesse for albummet, der blev udgivet i USA den 30. april 1973, hvor albummet den 2. juni 1973 nåede førstepladsen på albumhitlisten. I Storbritannien nåede albummet nr. 5 på albumhitlisten. Red Rose Speedway blev derved den første kommercielle succes for Paul McCartney siden bruddet med The Beatles. McCartneys første soloudgivelser efter Beatles havde fået blandet kritik og skuffende salgstal, ligesom Wings' debutalbum Wild Life havde fået overvejende negativ kritik og meget skuffende salgstal. På trods af, at Red Rose Speedway fik en blandet modtagelse blandt kritikerne, medførte den kommercielle succes, at McCartneys projekt med Wings blev taget seriøst.
Albummet blev genudgivet på CD på EMI's Fame label den 5. oktober 1987, hvor der var indlagt tre bonus-spor: "I Lie Around", "Country Dreamer" og "The Mess (Live at The Hague)". Samme dag blev også udgivet en vinyl-version af genudgivelsen, dog uden bonus-sporene. Albummet blev genudgivet igen i 1993 i en "remaster"-version, der blev udgivet på CD som en del af serien The Paul McCartney Collection med "C Moon", "Hi, Hi, Hi", "The Mess (Live at The Hague)" (B-siden til "My Love") og "I Lie Around" (B-siden til "Live and Let Die") som bonusnumre.

## Indhold
Musik og tekst for alle kompositioner er krediteret til Paul og Linda McCartney.
Side 1
1. "Big Barn Bed" – 3:50
2. "My Love" – 4:08
3. "Get on the Right Thing" – 4:16
4. "One More Kiss" – 2:29
5. "Little Lamb Dragonfly" – 6:20

Side 2
1. "Single Pigeon" – 1:53
2. "When the Night" – 3:37
3. "Loup (1st Indian on the Moon)" – 4:23
4. Medley – 11:16
  1. "Hold Me Tight"
  2. "Lazy Dynamite"
  3. "Hands of Love"
  4. "Power Cut"

## Medvirkende
- Paul McCartney: vokal, bas, piano, guitarer, mellotron, elektrisk piano, Moog, celesta
- Linda McCartney: vokal, elektrisk piano, orgel, cembalo, perkussion
- Denny Laine: vokal, guitar, bas, mundharpe
- Henry McCullough: guitar, vokal, perkussion
- Denny Seiwell: trommer, perkussion, vokal

### Andre medvirkende
- Hugh McCracken: guitar
- David Spinozza: guitar